# The Sandman (animação)
The Sandman é um filme de animação em curta-metragem britânico, lançado em 1991, e que concorreu ao Oscar de melhor curta de animação em 1993. Do gênero terror, foi dirigido por Paul Berry.[carece de fontes?]
Foi vencedor na categoria de melhor filme de animação no Hiroshima International Animation Festival e no Ottawa International Animation Festival, ambos em 1992.[carece de fontes?]